# Francisco Fernández de Béthencourt
Francisco Fernández de Bethencourt (Arrecife, 27 de juliol de 1851 - Alacant, 1 d'abril de 1916) fou un advocat, polític i historiador canari, diputat a les Corts Espanyoles durant la restauració borbònica i membre de la Reial Acadèmia de la Història.

## Biografia
Estudià al seminari de Las Palmas i a l'Escola de Dret de La Laguna. El 1879 es traslladà a Madrid, on es llicencià en dret a la Universitat Central de Madrid. Durant el sexenni democràtic participà en activitats a favor de la restauració de la monarquia, i un cop instaurada la restauració borbònica milità en el Partit Liberal Conservador d'Antonio Cánovas del Castillo, amb el que fou elegit diputat per Santa Cruz de Tenerife a les eleccions generals espanyoles de 1891 i senador per les Illes Canàries en les legislatures 1903-1904 i 1904-1905. Entre 1879 i 1890 va fer un treball recopilatori sobre els blasons i el nobiliari de les Illes Canàries i començà un altre sobre genealogia i heràldica de la monarquia espanyola, pels quals el 1895 fou nomenat gentilhome de cambra amb exercici del rei, el 1900 fou escollit acadèmic de la Reial Acadèmia de la Història i 1914 va ocupar la cadira K de la Reial Acadèmia de la Llengua.
Entre altres honors, fou elegit president d'honor de l'Acadèmia Imperial i Reial Adler de Viena, president d'honor de l'Acadèmia del Consell Heràldic de França, membre de l'Acadèmia Heràldica de Pisa i de l'Institut Heràldic Italià. També va rebre les grans creus de l'Orde de la Immaculada Concepció de Vila Viçosa de Portugal i del Reial Orde Noruec de Sant Olaf.

## Obres
- Nobiliario y Blasón de Canarias. Diccionario histórico, biográfico, genealógico y heráldico de la provincia (7 toms, 1879-1890)
- Historia genealógica y heráldica de la Monarquía Española, Casa Real y Grandeza de España (11 toms, 1897-1920)
- La corona y la nobleza de España (1903)
- Anuario de la nobleza de España (5 volums, 1905-1917)